# Mätning

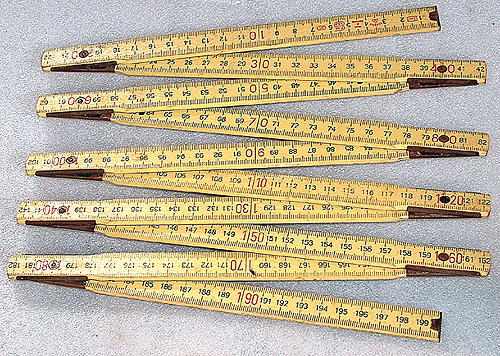
Med en meterstock kan man mäta längd.

Mätning är i den klassiska fysiken en förhållandevis enkel företeelse varvid man med vald metod bestämmer en storhet hos ett system (dess massa, vikt, hastighet, temperatur, tryck, …) med i princip godtycklig noggrannhet och utan närmare hänsyn till mätning av de övriga storheterna. Läran om mätning kallas metrologi eller mätteknik. 
Mätvärden är dock ofta underlag för beslut i ett eller annat avseende. För att kunna ta ställning till risken för felaktiga beslut behöver man då kännedom om mätmetodens och mätningens kvalitet. Se vidare Mätosäkerhet och Mätsystemsanalys.

## Mätandets historia
Mått är ett av människans tidigaste verktyg. Primitiva samhällen behövde grundläggande mått för olika uppgifter, byggandet av bosättningar av lämplig storlek och form, för kläder eller byteshandel med mat eller råvaror. Längdmått var i äldre tider ofta baserade på kroppsdelars storlek, vilket återspeglas i deras namn (tum, fot etc.). Måttens storlek varierade mellan olika platser innan standardiserade mått infördes. De mått som används idag är i regel standardiserade och ingår i ett sammanhängande system, Internationella måttenhetssystemet (SI).

### Dödsstraff för fusk med mått och vikt
Krav på rättvisande mätning av vikt och volym tillhör de första uppgifterna som det offentliga samhället hade att sköta: "Riktig våg, riktiga vikter, riktig efa, riktigt hin-mått skolen I hava. Jag är Herren, eder Gud, som har fört eder ut ur Egyptens land"; 3 Mosebok19:36. Efa och Hin är antika volymmått. 
Sverige fick en kunglig reglering av mått och vikt redan på 1600-talet. Denna moderniserades i 1734 års lag; "brukar någon i handel, uppbörd eller utgift, falskt mått eller vigt, straffes som för tiufnad". Vidare: "falskar then mått eller vigt, som är förordnad at them rätta och märka; miste lifvet". Det var alltså dödsstraff för fusk med mått och vikt.

## Mätsystem

### Metersystemet
Metersystemet introducerades som måttsystem under Franska revolutionen.
De ursprungliga måtten var:
- 1 meter = 1/10 000 000 av avståndet från Nordpolen till ekvatorn
- 1 liter = 1/1000 av en kubikmeter
- 1 gram = 1/1000 av vikten av en liter vatten

Dessa definitioner har idag ersatts av mer vetenskapligt exakta. 1 meter definieras numera som det avstånd ljus färdas i vakuum under 1/299792458 sekund. Parallellt med införandet av detta försökte man i det revolutionära Frankrike 1793 även införa ett system med decimaltid där man har tio dagar per vecka, tio timmar per dag, hundra minuter per timme och hundra sekunder per minut. Men revolutionskalendern överlevde bara fram till slutet av 1805.

### cgs-systemet
I början av 1800-talet ökade den tekniska utvecklingen och man behövde måttenheter för nya storheter inom mekanik, fysik, kemi, elektroteknik, magnetism, etc. Enheterna byggde först på de mått som fanns i vardagen för handel och hantverk. Men arbeten av  Carl Friedrich Gauss och Wilhelm Eduard Weber ledde till ett mer systematiskt användande av mått enligt cgs-systemet. Under senare delen av seklet hölls flera internationella konferenser för en samordning mellan de nytillkomna och de äldre enheterna. En samordning som avslutades med införandet av SI först i mitten av 1900-talet.

## Kvantfysik
Kvantfysiken introducerar dock en rad problem rörande mätprocessen som till exempel åskådliggörs genom Heisenbergs osäkerhetsrelation:
{\displaystyle \Delta p\cdot \Delta x\geq {\frac {\hbar }{2}}}
där {\displaystyle \Delta p\,} osäkerheten i rörelsemängd, {\displaystyle \Delta x\,} är osäkerheten i läget och {\displaystyle \hbar } är Diracs konstant. En mycket noggrann mätning av läget av en partikel {\displaystyle \Delta x\,} medför alltså en stor onoggrannhet i rörelsemängden {\displaystyle \Delta p\,}.